# Гетеборг
Гетебо́рг (швед. Göteborg, МФА: [jœtɛˈbɔrj]ⓘ) — друге за величиною місто Швеції, п'яте за величиною в Нордичних країнах, адміністративний центр лену Вестра-Йоталанд та комуни Гетеборг. Розташоване на Каттегат, на західному узбережжі Швеції, і має населення в 570 тисяч осіб.
Гетеборг обслуговується аеропортом Гетеборг-Ландветтер, який знаходиться за 30 км на південний схід від центру міста. Менший аеропорт міста Гетеборг, за 15 км від центру міста, був закритий для регулярного авіаперевезення 2015 року.

## Історія
Західне узбережжя Швеції заселене вже тисячі років. Перші поселення появилися тут ще в кам'яну добу. Декілька з них були знайдені біля сучасного Гетеборга.
Попередником сучасного Гетеборга було місто Льодьозе, що знаходилося 40 км на північ від сучасного. Проте через певні історичні обставини місто довелося перенести на сприятливішу територію. Однак і на новому місці місто контролювали данці, що перешкоджало торгівлі і розвитку Гетеборга.
Швеція отримала територію між норвезьким Богусленом і данським Галландом лише в середині XIII століття. Смужка землі, яка виходила до Каттегату, була досить вузькою і вимагала постійного захисту від зазіхань данської корони. На початку XVII століття король Карл IX Ваза заклав на острові Гісінген, що в гирлі Гета-Ельви, місто, що отримала назву Гетеборг.
Місто швидко розросталося переважно завдяки приїзду іноземців, більшість із яких були голландцями. 14 березня 1613 року місто отримало значні привілеї.
1607 року в Гетеборзі почали споруджувати укріплення, проте роботи просувалися повільно і до початку Кальмарської війни вони так і не були добудовані. У червні 1611 року тут висадилися данські війська і дощенту зруйнували місто.
1619 року Густав II Адольф переніс Гетеборг на те місце, де він стоїть нині. 4 червня 1621 року місто дістало королівський привілей, згідно з яким на 16 років звільнялося від податків і мало право безмитної торгівлі. В 1643 року було завершено спорудження міських укріплень, завдяки яким Гетеборгу вдалося відбити всі атаки данців у ході дансько-шведської війни 1643—1645 років. У наступні роки фортифікаційні роботи продовжилися.

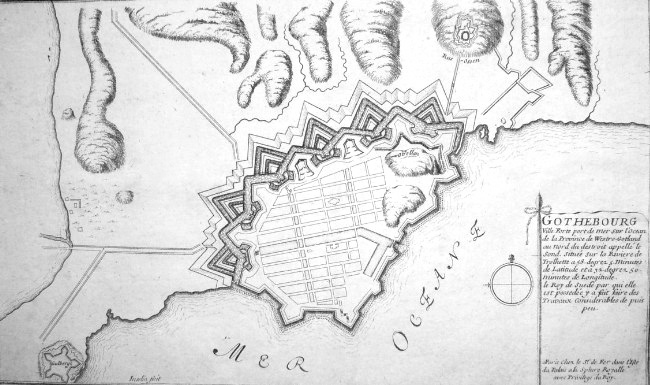
Гетеборг. «Гравюра початку XVIII століття»

У 1658 та 1660 роках у Гетеборзі проводилися риксдаги. Під час Північної війни данський адмірал Педер Турденшельд двічі (в 1717 і 1719 роках) намагався захопити місто, проте його спроби успіхом не увінчалися. В 1743—1756 роках у Гетеборзі знову велися фортифікаційні роботи.
Період «ери свобод» приніс місту процвітання. Тут знаходилася резиденція шведської Ост-Індійської компанії, що торгувала із країнами Сходу. Сюди з Китаю доправляли чай, порцеляну, шовк і продавали європейським торговцям на відкритих аукціонах. Позитивний вплив на розвиток торгівлі також надала війна американських штатів за незалежність. У середині XVIII століття населення міста досягло 10 тисяч осіб, і Гетеборг став змагатися з Карлскруною за право називатися другим за населенням містом Швеції.
На початку XIX століття міські укріплення Гетеборга було розібрано, місто поступово втратило військове значення. Із запровадженням Наполеоном континентальної блокади Гетеборг став для Англії важливим перевалочним пунктом для її європейської торгівлі, внаслідок чого тут з'явилося чимало англійських торговців.
В 1840-і роки місто було найбільшим портом, через який до Швеції йшов імпорт, а до кінця століття Гетеборг став також і провідним портом, через який Швеція експортувала свої товари за кордон. Одночасно в місті розвивалося фабричне виробництво, і до середини XIX століття воно стало найбільшим фабричним центром країни. В основі промисловості Гетеборгу лежали текстильне виробництво і виробництво продуктів харчування.
У другій половині 19 століття продовжився промисловий розвиток міста, а провідними галузями стали металургія і машинобудування. У XX столітті в економіці міста стало переважати важке машинобудування.

## Культура
Місто відоме як центр рок-музики. Тут народився стиль Melodic Death Metal шведської хвилі, іноді його називають «Гетеборщина». Тут утворились групи In Flames, At the Gates, Graveyard, Avatar, Broder Daniel, Evergrey, Dark Tranquillity, Dimension Zero, Angel, HammerFall, Dream Evil, Sister Sin, The Haunted, Dead by April, Deals Death, Demotional. Поп-групи Ace of Base і Yaki-Da, а також Хокан Хелльстрем також походять із Гетеборга.
Гетеборг також відомий як центр класичної музики, Гетеборзький симфонічний оркестр вважається одним із найкращих у країні.
З 1994 року в Гетеборзі діє Гетеборзька опера.
Щорічно в січні-лютому проводиться міжнародний Гетеборзький кінофестиваль, у якому беруть участь до 60 країн, що демонструють близько 450 фільмів.
1985 року в Гетеборзі проходив пісенний конкурс Євробачення.
Гетеборзький парк «Лісеберг» є одним із найбільших парків розваг у Європі.

### Музеї

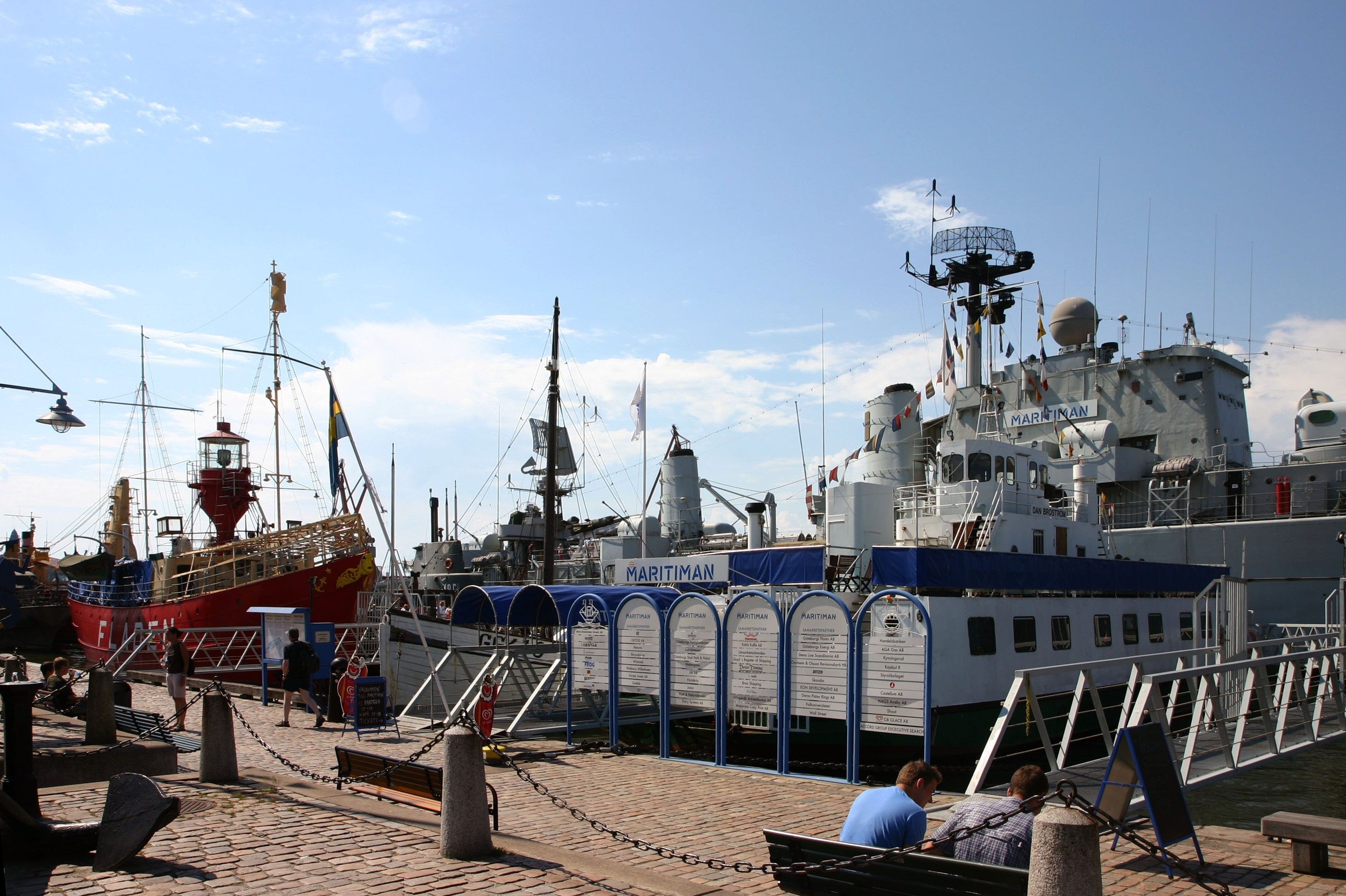
Музей Марітіман

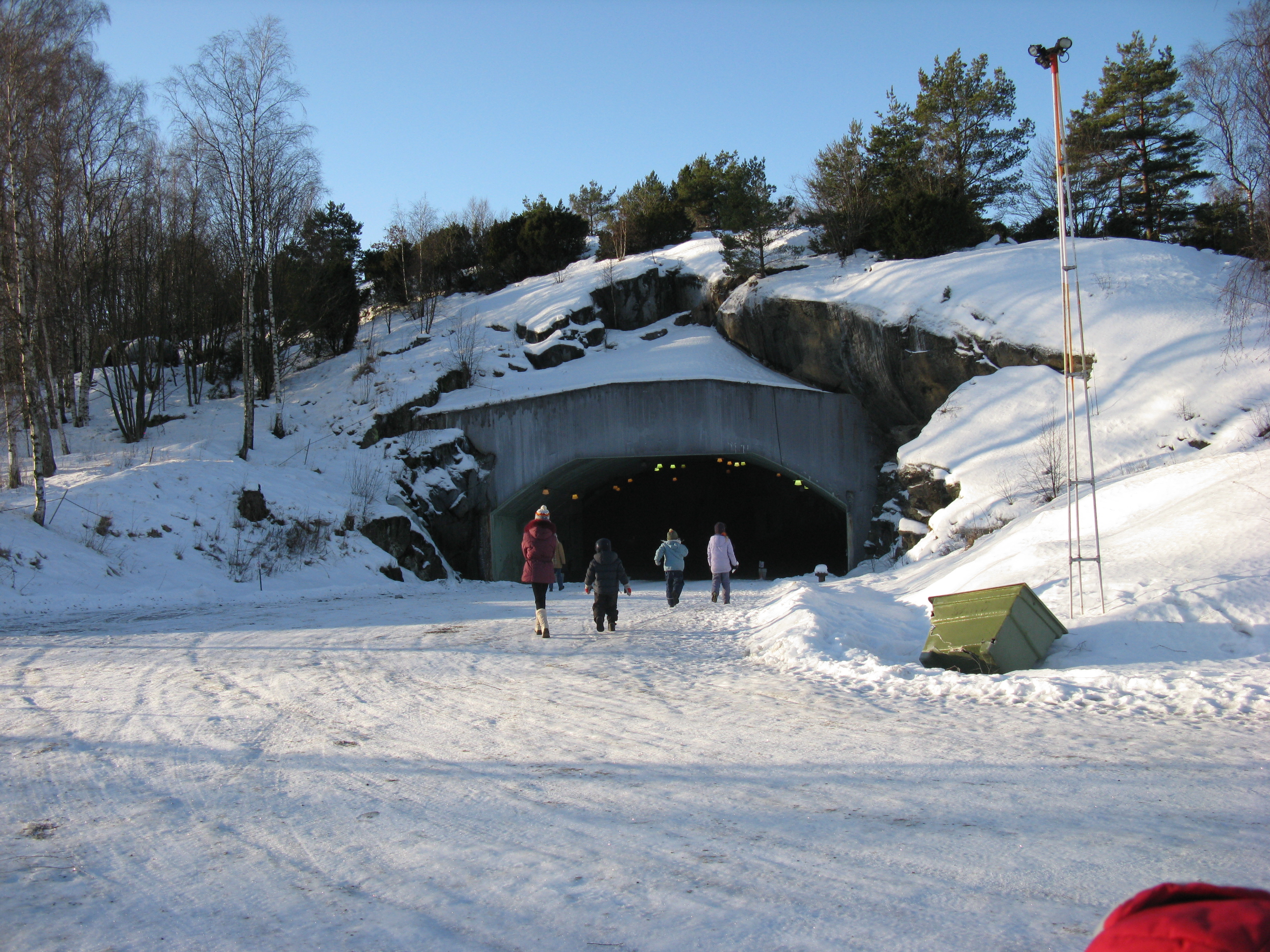
Вхід до Аерозеуму

- Гетеборзький художній музей (швед. Göteborgs konstmuseum) — колекція музею включає близько 900 скульптур, 3000 картин, 10000 малюнків і акварелей, 50000 графічних аркушів. У музеї зберігається найкраща у світі колекція скандинавського мистецтва кінця XIX століття.
- Гетеборзька художня галерея (швед. Göteborgs konsthall) — тут переважно представлені витвори сучасного мистецтва.
- Музей Рехсска (швед. Röhsska museet) — музей моди, дизайну та декоративно-вжиткового мистецтва. Тут представлена найбільша у Швеції колекція предметів сучасного дизайну. Відвідувачі можуть також ознайомитися з історією шведського дизайну, а також оглянути предмети народного промислу із часів Стародавнього Риму та Греції.
- Гетеборзький міський музей — присвячений історії міста.
- Гетеборзький археологічний музей.
- Гетеборзький природознавчий музей.
- Марітіман — музей кораблів на набережній. У колекції 19 кораблів, найстаріший — 1875 року.
- Аерозеум — музей авіації у вигляді підземного аеродрому.
- Універсеум — центр науки та музей технологій.
- Музей Вольво.
- Елізеум — музей енергії, колишня електростанція.
- «Вікінг» — чотирищогловий барк-музей.

### Парки
- Гетеборзький ботанічний сад. Заснований 1916 року. На 20 га представлено 16 000 рослин.
- Парк розваг Лісеберг.
- Замковий ліс (Slottsskogen), великий парк у центральній частині міста. У парку знаходиться Природничий музей і зоопарк.
- Парк садового товариства (Trädgårdsföreningen). Розташований у центральній частині міста. Заснований 1841 року. В оранжереї метеликів представлено багато видів тропічних метеликів. Пальмовий дім на 1000 м².

## Клімат
| Клімат Гетеборг                            | Клімат Гетеборг | Клімат Гетеборг | Клімат Гетеборг | Клімат Гетеборг | Клімат Гетеборг | Клімат Гетеборг | Клімат Гетеборг | Клімат Гетеборг | Клімат Гетеборг | Клімат Гетеборг | Клімат Гетеборг | Клімат Гетеборг | Клімат Гетеборг |
| Показник                                   | Січ.            | Лют.            | Бер.            | Квіт.           | Трав.           | Черв.           | Лип.            | Серп.           | Вер.            | Жовт.           | Лист.           | Груд.           | Рік             |
| Абсолютний максимум, °C                    | 10,8            | 11,2            | 18,9            | 28,5            | 31,3            | 32,0            | 34,1            | 33,5            | 28,5            | 20,7            | 14,5            | 12,7            | 34,1            |
| Середній максимум, °C                      | 2,9             | 3,2             | 6,7             | 12,5            | 17,2            | 20,6            | 22,7            | 21,9            | 18,2            | 12,1            | 7,7             | 4,7             |                 |
| Середня температура, °C                    | 0,7             | 0,9             | 3,3             | 8,2             | 12,9            | 16,5            | 18,8            | 18,1            | 14,7            | 9,2             | 5,5             | 2,6             |                 |
| Середній мінімум, °C                       | −1,6            | −1,5            | −0,2            | 3,8             | 8,5             | 12,3            | 14,8            | 14,3            | 11,1            | 6,2             | 3,3             | 0,4             |                 |
| Абсолютний мінімум, °C                     | −26             | −22,8           | −19,2           | −11             | −4,3            | 1,8             | 5,3             | 3,5             | −2,5            | −8,5            | −13,5           | −21,9           | −26             |
| Середня кількість сонячних годин на місяць | 44              | 69              | 167             | 211             | 239             | 256             | 234             | 196             | 168             | 99              | 47              | 32              | 1762            |
| Норма опадів, мм                           | 84.2            | 57.1            | 58.5            | 48.6            | 54.0            | 73.1            | 75.2            | 83.7            | 73.2            | 95.9            | 84.8            | 86.5            |                 |
| Днів з опадами                             | 12              | 9               | 9               | 8               | 8               | 10              | 9               | 11              | 10              | 12              | 12              | 12              |                 |
| ------------------------------------------ | --------------- | --------------- | --------------- | --------------- | --------------- | --------------- | --------------- | --------------- | --------------- | --------------- | --------------- | --------------- | --------------- |
| Джерело:                                   |                 |                 |                 |                 |                 |                 |                 |                 |                 |                 |                 |                 |                 |

## Пам'ятки архітектури
- Гетеборзький кафедральний собор, XIX ст.
- Німецька кірха (Christinae kyrka)
- Церква Оскара Фредеріка (Oscar Fredriks kyrka), 1908
- Гетеборзька синагога
- Міська ратуша (Rådhuset) на площі Густава Адольфа.
- Форт Лева (Skansen Lejonet) та форт Корони (Skansen Kronan), давні бастіони, споруджені голландцями.
- Центральний вокзал (Centralstationen), XIX ст.
- Штаб-квартира Шведської Ост-Індійської компанії, 1750—1762.
- Хмарочос Сканска (Skanskaskrapan)
- Новий Ельфсборг

## Наука і освіта
- Гетеборзький університет, заснований 1891 року.
- Технічний університет Чалмерса, заснований 1829 року.

## Населення
Населення Гетеборга на 31 грудня 2010 року становило 520 502 особи. Нині Гетеборг є другим за величиною після Стокгольма містом Швеції.

## Промисловість

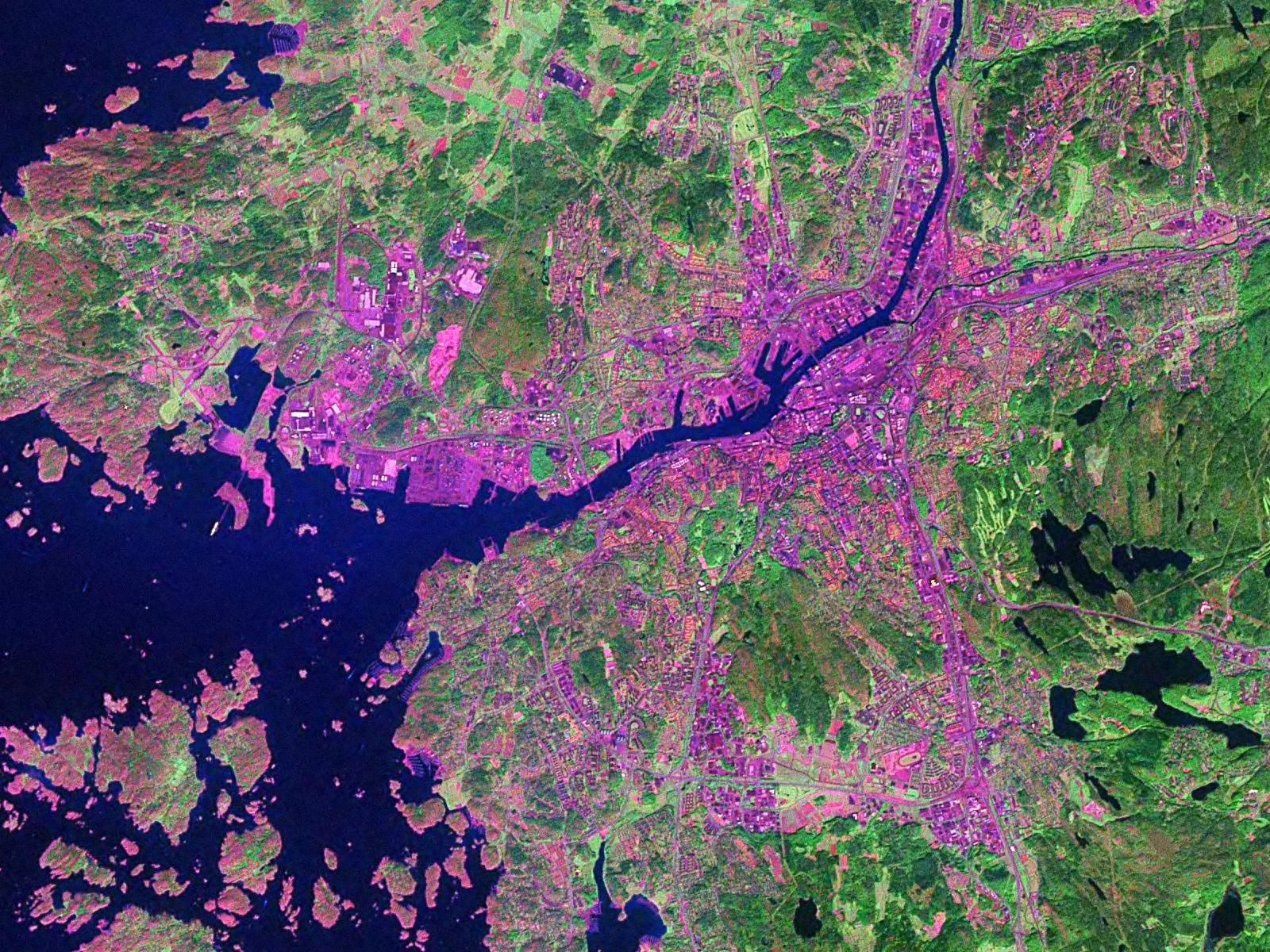
Супутникове зображення Гетеборга. Умовний колір отримано на основі інформації з оригінального супутникового знімка. Пурпурні області відповідають таким місцям, як голі скелі, асфальт і будівлі.

Гетеборг є одним з основних промислових міст Швеції. Промисловість Гетеборга представлена підприємствами, пов'язаними із судноплавством, заводами з виробництва автомобілів (Вольво), нафтопереробним підприємством, підприємствами машинобудівної, металургійної та текстильної промисловостей. Гетебор є важливим місцем проведення промислових ярмарок у Європі. Тут також розташовані штаб-квартири багатьох банків та страхових компаній.
Деякі фірми, розташовані в Гетеборзі:
- AstraZeneca (фармакологія)
- Ericsson (заснована 1876, телекомунікація)
- ESAB (заснована 1904, машинобудування (особливо техніка зварки та різання)
- Hasselblad (заснована 1908, оптика, фотообладнання)
- Saab (Svenska Aeroplan Aktiebolaget, заснована 1937, легкові та вантажні автомобілі, літаки)
- Stena Line (пароплавство)
- SKF (заснована 1907, машинобудівна компанія, найбільший у світі виробник підшипників)
- Volvo AB (головна штаб-квартира фірми; спеціальні автомобілі, автобуси, мотори для човнів)
- Volvo Car Corporation (виробництво легкових автомобілів)
- Banan-Kompaniet, заснована 1909 року.

## Транспорт

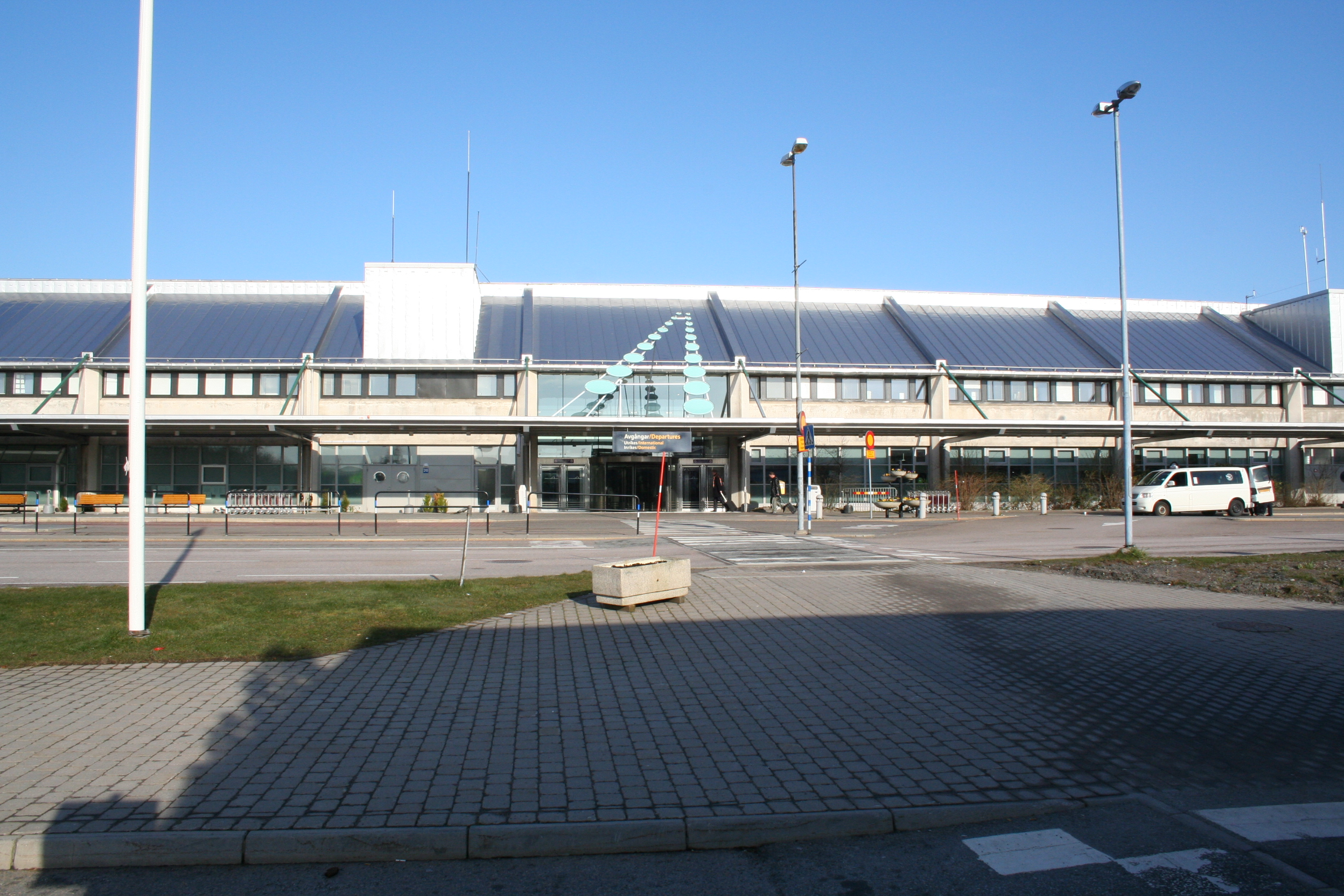
Аеропорт Гетеборг-Ландветтер (2008)

### Залізниця та міжміський автобус

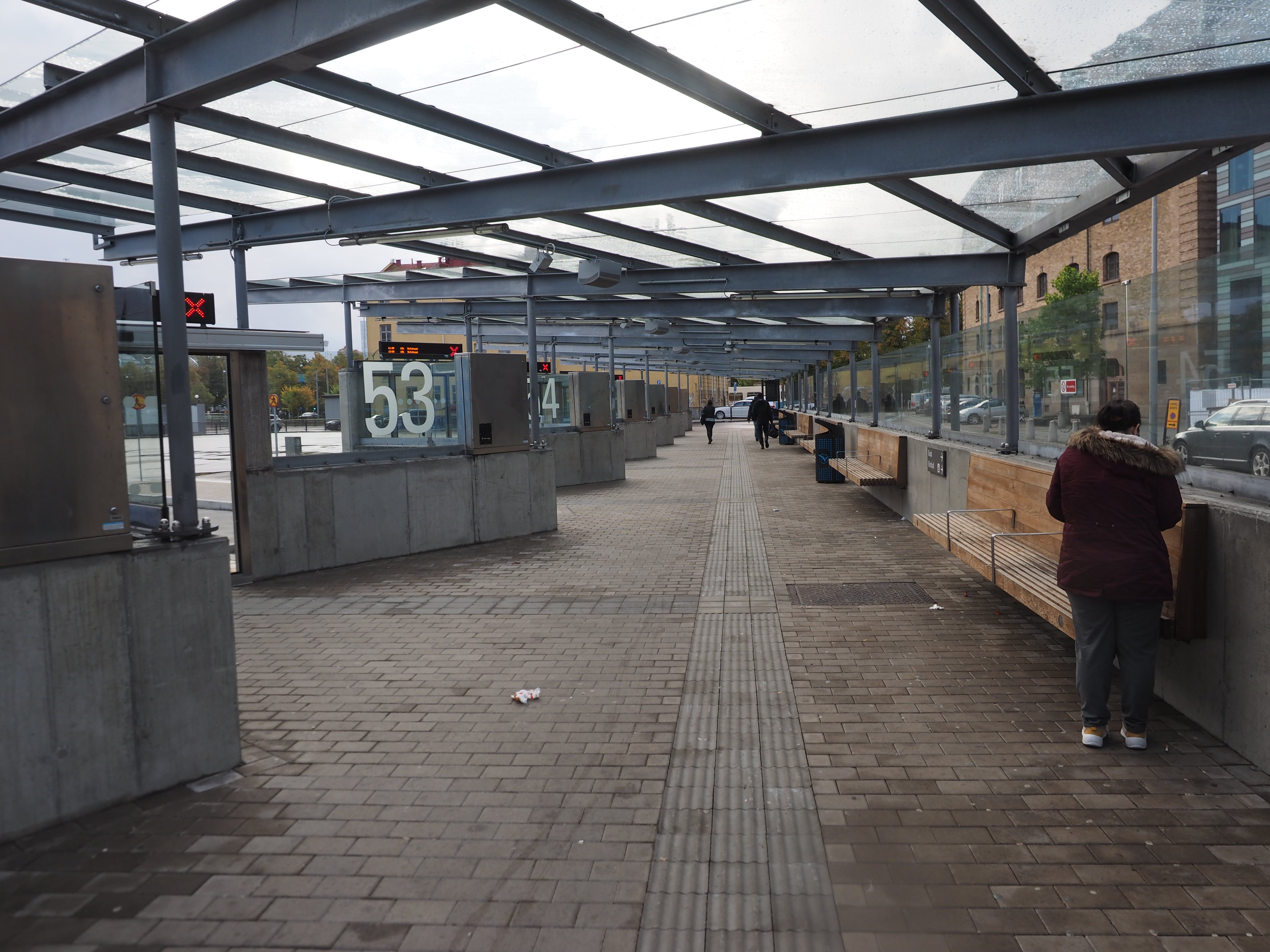
Платформи на автостанції Окареплатсен

Великими транспортними вузлами є Гетеборг-Центральний і термінал Нільса Еріксона, звідки курсують потяги та автобуси до різних міст у Швеції, а також здійснюють сполучення з Осло та Копенгагеном (через Мальме).

### Громадський транспорт
Маючи понад 80 км подвійних колій, трамвайна мережа Гетеборга охоплює більшу частину міста та є найбільшою мережею трамваїв/легких залізниць у Скандинавії. 
Гетеборг також має автобусну мережу. 
Поромні переправи з’єднують Гетеборзький архіпелаг із материком. 
Відсутність метрополітену пояснюється м'яким ґрунтом, на якому розташований Гетеборг. 
Прокладка тунелів у таких умовах дуже дорога.

Гетеборзька приміська залізниця з трьома лініями сполучає з деякими сусідніми містами та селищами.

Громадський транспорт на річці Гета-Ельв працює на поромній лінії Älvsnabben, під орудою Styrsöbolaget на замовлення Västtrafik.

### Морський транспорт
Гетеборг має щоденне поромне сполучення з Кілем і Фредеріксгавном, під орудою Stena Line

### Повітряний транспорт
Гетеборг обслуговує аеропорт Гетеборг-Ландветтер (IATA: GOT, ICAO: ESGG), розташований приблизно за 20 км на схід від центру міста. 
Названий на честь сусіднього населеного пункту Ландветтер. 
Flygbussarna пропонує часте автобусне сполучення до/з Гетеборга, час у дорозі 20–30 хвилин. 
Swebus, Flixbus і Nettbuss також обслуговують аеропорт з кількома щоденними відправленнями в Гетеборг, Бурос та інші пункти призначення вздовж європейського маршруту E4. 
«Västtrafik», місцевий постачальник громадського транспорту в цьому районі, пропонує додаткові сполучення з Ландветтером. 

Аеропортом керує шведський національний оператор аеропорту Swedavia, і з 6,8 мільйонами пасажирів, обслужених у 2017 році, це другий за величиною аеропорт Швеції після Стокгольм-Арланда. 
 
Є базою для кількох внутрішніх і міжнародних авіакомпаній, наприклад Scandinavian Airlines, Norwegian Air Shuttle і Ryanair. 
Проте Гетеборг-Ландветтер не є хабом для жодної авіакомпанії. 
Загалом існує близько 50 напрямків із запланованими прямими рейсами до/з Гетеборга, більшість із яких європейські. 
Додаткові 40 напрямків обслуговуються чартером. 

Другий аеропорт у цьому районі, Гетеборг-Сіті (IATA: GSE, ICAO: ESGP), закрито. 
13  січня 2015 року шведський оператор аеропорту Swedavia оголосив, що аеропорт Гетеборг-Сіті не буде знову відкриватися для комерційних послуг після масштабної реконструкції аеропорту, розпочатої в листопаді 2014 року, посилаючись на те, що вартість відновлення життєдіяльності аеропорту для комерційних операцій була занадто високою. 250 мільйонів крон (31 мільйон доларів). 
Комерційна діяльність буде поступово згортатися. 
 
Аеропорт був розташований за 10 км на північний захід від центру міста. 
Знаходиться в межах муніципалітету Гетеборг. 
Окрім комерційних авіаліній, аеропорт також експлуатувався низкою рятувальних служб, включаючи шведську берегову охорону, і використовувався для авіації загального призначення . 
 
Більшість цивільних повітряних перевезень до аеропорту Гетеборг здійснювалися через бюджетні авіакомпанії, такі як Ryanair і Wizz Air. 
Тепер ці компанії переведено в аеропорт Ландветтер. 

## Спорт
- 1992 року в Гетеборзі відбувся фінальний матч чемпіонату Європи з футболу.
- 1995 року в місті проходив Чемпіонат світу з легкої атлетики.
- 2002 року проходив чемпіонат світу з хокею, на якому Словаччина вперше в історії завоювала «золото» у фінальному матчі зі збірною Росії.
- 2006 року тут проходив чемпіонат Європи з легкої атлетики.
- 2008 року в Гетеборзі пройшов чемпіонат світу з фігурного катання 2008
- Футбольний клуб «Гетеборг» — дворазовий володар Кубка УЄФА.
- У місті розташована траса Göteborg City Race[en], на якій із 2008 року проходить етап Чемпіонату Швеції за турингу (STCC).
- «Геден», арена з хокею з м'ячем

## Видатні мешканці міста
- Ерік Леммінг (1880—1930) — метальник списа, триразовий Олімпійський чемпіон
- Еверт Таубе (1890—1976) — шведський поет, композитор, естрадний співак.
- Бенгт Стремгрен (1908—1987) — данський астроном.
- Ліза Фонсагрівс (1911—1992) — шведська модель, щодо якої вперше в історії застосований термін супермодель
- Барбро Юрт аф Урнес (1921—2015) — шведська театральна, кіно та телеакторка
- Сун Аксельссон (1935—2011) — шведська письменниця, перекладачка й критик.
- Ян Еліассон (*1940) — шведський соціал-демократичний політик, дипломат, Голова Генеральної Асамблеї ООН (2005—2006), міністр закордонних справ Швеції (2006).
- Анна фон Гаусвольф (*1986) — шведська співачка, авторка пісень, музикантка, композиторка і органістка.
- Алісія Вікандер (*1988) — шведська кіноакторка.